# Misumenoides rugosus
Misumenoides rugosus es una especie de araña del género Misumenoides, familia Thomisidae.

## Distribución
Esta especie se encuentra en Guatemala y Panamá.